# Nielles-lès-Calais
Pour les articles homonymes, voir Nielles.
Nielles-lès-Calais est une commune française située dans le département du Pas-de-Calais en région Hauts-de-France. Ses habitants sont appelés les Niellois. La commune est membre de la communauté d'agglomération Grand Calais Terres et Mers.

## Géographie

### Localisation
Localisée dans le nord du département du Pas-de-Calais, Nielles-lès-Calais est une commune située, à vol d'oiseau, à 5 km au sud de la commune de Calais (chef-lieu d'arrondissement) et à 9 km à l'est du grand site des Deux Caps.
Le territoire de la commune est limitrophe de ceux de quatre communes.
Les communes limitrophes sont Bonningues-lès-Calais, Fréthun, Hames-Boucres et Saint-Tricat.

### Géologie et relief
La superficie de la commune est de 2,49 km2 ; son altitude varie de 2  à   59 m.

### Hydrographie
Le territoire de la commune est situé dans le bassin Artois-Picardie.
La commune est traversée par trois cours d'eau :
- la rivière d'Hames-Boucres, d'une longueur de 9,52 km, qui prend sa source dans la commune de Guînes et termine sa course dans la commune de Coquelles[4] ;
- le watergang du Centre, d'une longueur de 5,79 km, qui prend sa source dans la commune de Saint-Tricat et se jette dans le canal des Pierrettes au niveau de la commune de Calais[5] ;
- la rivière de Nielles les Calais, d'une longueur de 1,08 km, qui prend sa source dans la commune et se jette dans la rivière d'Hames-Boucres au niveau de la commune[6].

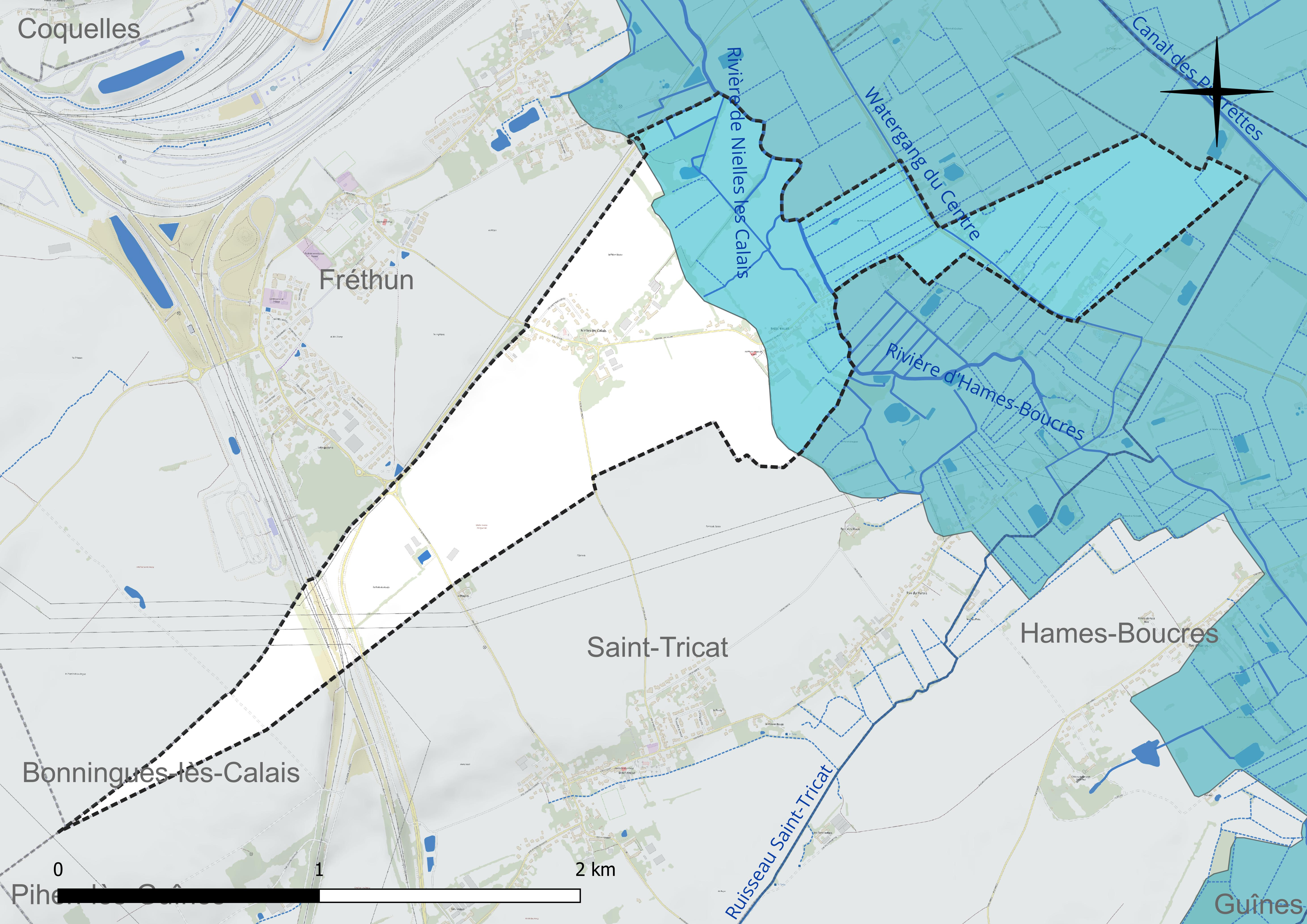
Réseau hydrographique de Nielles-lès-Calais.

### Climat
Pour des articles plus généraux, voir Climat des Hauts-de-France et Climat du Nord-Pas-de-Calais.
En 2010, le climat de la commune est de type climat océanique franc, selon une étude du CNRS s'appuyant sur une série de données couvrant la période 1971-2000. En 2020, Météo-France publie une typologie des climats de la France métropolitaine dans laquelle la commune est exposée à un climat océanique et est dans la région climatique Côtes de la Manche orientale, caractérisée par un faible ensoleillement (1 550 h/an) ; forte humidité de l’air (plus de 20 h/jour avec humidité relative > 80 % en hiver), vents forts fréquents.
Pour la période 1971-2000, la température annuelle moyenne est de 10,7 °C, avec une amplitude thermique annuelle de 12,7 °C. Le cumul annuel moyen de précipitations est de 829 mm, avec 12,1 jours de précipitations en janvier et 7,9 jours en juillet. Pour la période 1991-2020, la température moyenne annuelle observée sur la station météorologique la plus proche, située à Marck à 9 km à vol d'oiseau, est de 11,0 °C et le cumul annuel moyen de précipitations est de 737,1 mm,. Pour l'avenir, les paramètres climatiques de la commune estimés pour 2050 selon différents scénarios d'émission de gaz à effet de serre sont consultables sur un site dédié publié par Météo-France en novembre 2022.

### Paysages
Pour un article plus général, voir Paysage en France.
La commune s'inscrit dans les « paysages des coteaux calaisiens et du pays de Licques » tels qu'ils sont définis dans l'atlas de paysages de la région Nord-Pas-de-Calais, conçu par la direction régionale de l'Environnement, de l'Aménagement et du Logement (DREAL),.
Ces « paysages des coteaux calaisiens et du pays de Licques » concernent 56 communes du Pas-de-Calais. Ces paysages s'étendent sur environ 30 km de long (est-ouest) et 15 km de large (nord-sud) et présentent deux sous-ensembles : les coteaux calaisiens au nord et le pays de Licques au sud. Les altitudes de ces paysages varient de 206 m dans le Pays de Licques, à 120 m dans l’ouest des coteaux Calaisiens, près de Guînes, et à 10 m dans l'est, près d'Audruicq.
Ces paysages recouvrent trois entités écopaysagères : les collines guînoises qui constituent le rebord septentrional de l'Artois, l'entité de Bredenarde qui appartient à la plaine maritime flamande, et la cuvette de Licques. Ils sont constitués de 59,70 % de cultures, de 17,30 % de forêts, de 15,11 % de prairies naturelles, permanentes, de 7,45 % d'espaces artificialisés, avec les quatre principales communes que sont Audruicq, Ardres, Guînes et Licques, de 0,27 % d'industries, et de 0,18 % de cours d'eau et plan d'eau.
Les éléments structurants de ces paysages sont la LGV Nord et l'A26, la rivière la Hem qui coule du sud vers le nord-est, les escarpements sur les coteaux du Calaisis et autour du pays de Licques et, d'ouest en est, les différents boisements comme la forêt de Guînes, le bois de l'Abbaye, la forêt de Tournehem et une partie de la forêt d'Éperlecques.

### Milieux naturels et biodiversité
L’Inventaire national du patrimoine naturel (INPN) recense plusieurs espèces faunistiques et floristiques sur le territoire de la commune dont certaines sont protégées et d’autres menacées et quasi-menacées.

## Urbanisme

### Typologie
Au 1er janvier 2024, Nielles-lès-Calais est catégorisée commune rurale à habitat dispersé, selon la nouvelle grille communale de densité à sept niveaux définie par l'Insee en 2022.
Elle est située hors unité urbaine. Par ailleurs la commune fait partie de l'aire d'attraction de Calais, dont elle est une commune de la couronne,. Cette aire, qui regroupe 45 communes, est catégorisée dans les aires de 50 000 à moins de 200 000 habitants,.

### Occupation des sols
L'occupation des sols de la commune, telle qu'elle ressort de la base de données européenne d’occupation biophysique des sols Corine Land Cover (CLC), est marquée par l'importance des territoires agricoles (95,1 % en 2018), une proportion sensiblement équivalente à celle de 1990 (95,5 %). La répartition détaillée en 2018 est la suivante : 
terres arables (47,9 %), zones agricoles hétérogènes (47,2 %), zones urbanisées (4,5 %), zones industrielles ou commerciales et réseaux de communication (0,5 %). L'évolution de l’occupation des sols de la commune et de ses infrastructures peut être observée sur les différentes représentations cartographiques du territoire : la carte de Cassini (XVIIIe siècle), la carte d'état-major (1820-1866) et les cartes ou photos aériennes de l'IGN pour la période actuelle (1950 à aujourd'hui).

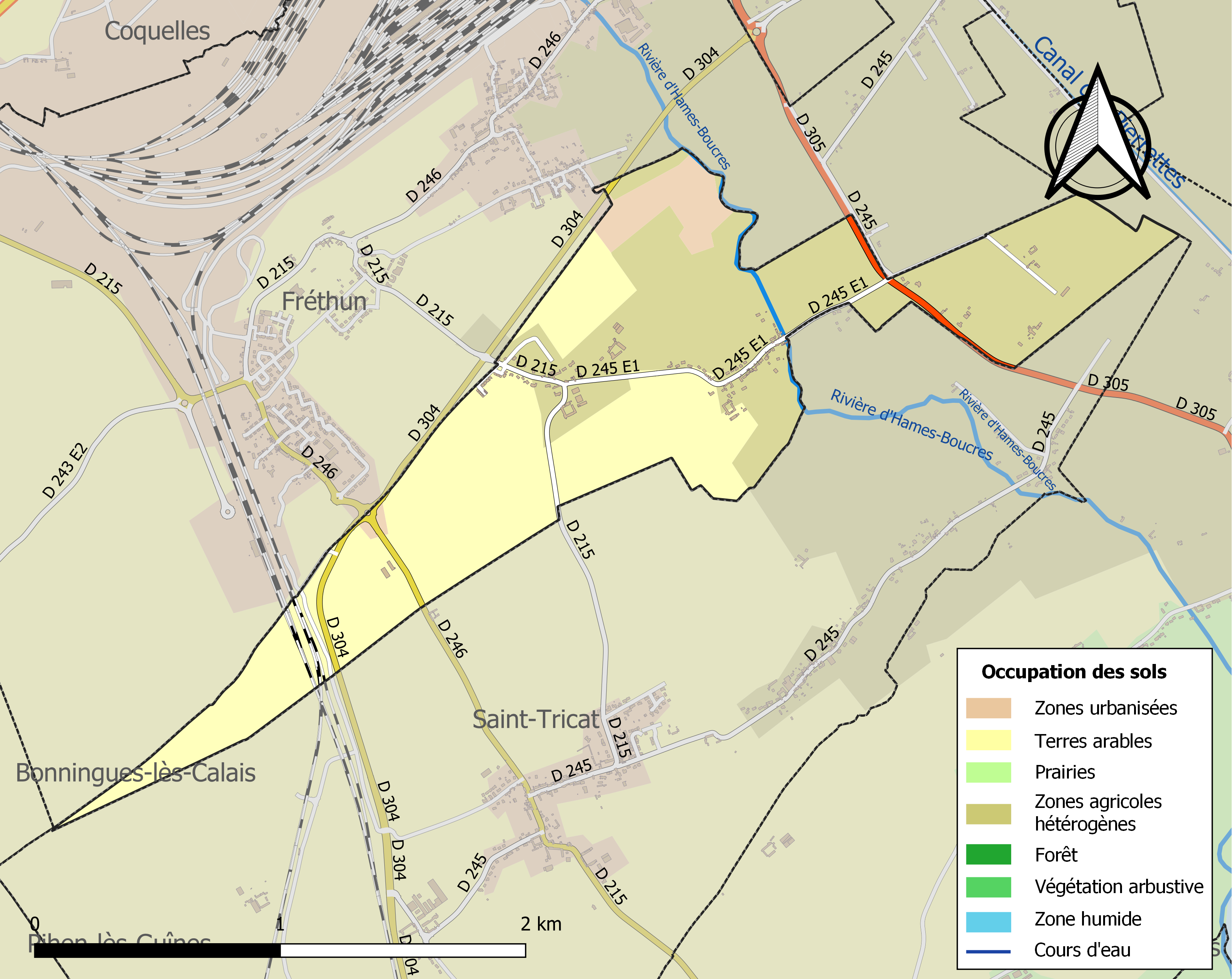
Carte des infrastructures et de l'occupation des sols de la commune en 2018 (CLC).

### Morphologie urbaine
Nielles-lès-Calais a lancé une approche environnementale de l'urbanisme (AEU) sur son territoire, dans le cadre de la révision du plan local d'urbanisme (PLU).

### Voies de communication et transports
Nielles-lès-Calais est desservie par la ligne 6 du réseau Imag'in.

## Toponymie
Le nom de la localité est attesté sous les formes Nieles en 1147 ; Nielles en 1148 ; Nellae en 1168 ; Nortnieles en 1225 ; Nieles justa Fraitun au XVe siècle ; Nieulles en 1521 ; Nele, Neale en 1556 ; Nyelles en 1583 ; Niele prope Caletum en 1680 ; Dieves les Calais en 1793 ; Nielles et Nielles-lès-Calais depuis 1801.
Tout comme les autres communes homonymes du département Nielles-lès-Ardres et Nielles-lès-Bléquin, son nom viendrait du romain *neviala, ayant le même sens que le latin novalia « terre nouvellement défrichée », venant du gaulois nevio-ialo « nouvelle terre », suivi d'un -s adventice, auquel a été ajouté lès-Calais, montrant la proximité de la commune par rapport à Calais (lès signifiant « près de »).

## Histoire
En 1273, Nielles-lès-Calais est une des douze pairies du comté de Guînes.
Nielles-lès-Calais faisait partie des paroisses proches de Calais occupées par les Anglais depuis le 4 août 1347, date à laquelle ceux-ci ont pris Calais. Elle est restée anglaise pendant 150 ans jusqu'à janvier 1558, date à laquelle les Français reprennent Calais (siège de Calais 1558).
Pendant la première guerre mondiale, Guînes est le siège en 1917-1918 d'un commandement d'étapes, c'est-à-dire un élément de l'armée organisant le stationnement de troupes, comprenant souvent des chevaux, pendant un temps plus ou moins long, sur les communes dépendant du commandement, en arrière du front. Nielles en dépend et a, à ce titre, accueilli des troupes.

## Politique et administration

### Découpage territorial
La commune se trouve dans l'arrondissement de Calais du département du Pas-de-Calais.

#### Commune et intercommunalités
La commune est membre de la communauté d'agglomération Grand Calais Terres et Mers qui regroupe 14 communes et compte 98 828 habitants en 2021.

#### Circonscriptions administratives
La commune est rattachée au canton de Calais-1.

#### Circonscriptions électorales
Pour l'élection des députés, la commune fait partie de la septième circonscription du Pas-de-Calais.

### Élections municipales et communautaires

#### Liste des maires
| Période                                  | Période                   | Identité        | Étiquette | Qualité                                     |
| ---------------------------------------- | ------------------------- | --------------- | --------- | ------------------------------------------- |
| Les données manquantes sont à compléter. |                           |                 |           |                                             |
| 1963                                     | 1995                      | Gérard Calais   |           |                                             |
| 1995                                     | janvier 2019              | Alain Calais,   |           | Fils du précédent Mort en fonctions         |
| avril 2019                               | En cours (au 27 mai 2020) | Bernard Delalin |           | Ancien cadre Réélu pour le mandat 2020-2026 |

## Population et société

### Démographie
Les habitants sont appelés les Niellois.

#### Évolution démographique
L'évolution du nombre d'habitants est connue à travers les recensements de la population effectués dans la commune depuis 1793. Pour les communes de moins de 10 000 habitants, une enquête de recensement portant sur toute la population est réalisée tous les cinq ans, les populations de référence des années intermédiaires étant quant à elles estimées par interpolation ou extrapolation. Pour la commune, le premier recensement exhaustif entrant dans le cadre du nouveau dispositif a été réalisé en 2006.

En 2022, la commune comptait 281 habitants, en évolution de +1,08 % par rapport à 2016 (Pas-de-Calais : −0,72 %, France hors Mayotte : +2,11 %).
| 1793 | 1800 | 1806 | 1821 | 1831 | 1836 | 1841 | 1846 | 1851 |
| ---- | ---- | ---- | ---- | ---- | ---- | ---- | ---- | ---- |
| 132  | 150  | 183  | 151  | 230  | 216  | 205  | 174  | 170  |

| 1856 | 1861 | 1866 | 1872 | 1876 | 1881 | 1886 | 1891 | 1896 |
| ---- | ---- | ---- | ---- | ---- | ---- | ---- | ---- | ---- |
| 156  | 149  | 169  | 133  | 135  | 125  | 128  | 114  | 142  |

| 1901 | 1906 | 1911 | 1921 | 1926 | 1931 | 1936 | 1946 | 1954 |
| ---- | ---- | ---- | ---- | ---- | ---- | ---- | ---- | ---- |
| 142  | 138  | 147  | 129  | 157  | 151  | 155  | 152  | 140  |

| 1962 | 1968 | 1975 | 1982 | 1990 | 1999 | 2006 | 2011 | 2016 |
| ---- | ---- | ---- | ---- | ---- | ---- | ---- | ---- | ---- |
| 132  | 119  | 111  | 161  | 175  | 206  | 213  | 245  | 278  |

| 2021 | 2022 | - | - | - | - | - | - | - |
| ---- | ---- | - | - | - | - | - | - | - |
| 283  | 281  | - | - | - | - | - | - | - |

#### Pyramide des âges
En 2018, le taux de personnes d'un âge inférieur à 30 ans s'élève à 38,8 %, soit au-dessus de la moyenne départementale (36,7 %). À l'inverse, le taux de personnes d'âge supérieur à 60 ans est de 12,2 % la même année, alors qu'il est de 24,9 % au niveau départemental.
En 2018, la commune comptait 149 hommes pour 139 femmes, soit un taux de 51,74 % d'hommes, largement supérieur au taux départemental (48,50 %).
Les pyramides des âges de la commune et du département s'établissent comme suit.
| Hommes | Classe d’âge | Femmes |
| ------ | ------------ | ------ |
| 0,0    | 90 ou +      | 0,0    |
| 2,8    | 75-89 ans    | 0,0    |
| 8,3    | 60-74 ans    | 13,4   |
| 26,4   | 45-59 ans    | 26,1   |
| 21,5   | 30-44 ans    | 23,9   |
| 16,7   | 15-29 ans    | 12,7   |
| 24,3   | 0-14 ans     | 23,9   |

| Hommes | Classe d’âge | Femmes |
| ------ | ------------ | ------ |
| 0,5    | 90 ou +      | 1,6    |
| 5,6    | 75-89 ans    | 8,9    |
| 16,7   | 60-74 ans    | 18,1   |
| 20,2   | 45-59 ans    | 19,2   |
| 18,9   | 30-44 ans    | 18,1   |
| 18,2   | 15-29 ans    | 16,2   |
| 19,9   | 0-14 ans     | 17,9   |

## Culture locale et patrimoine

### Lieux et monuments
- L'église Sainte-Marguerite.

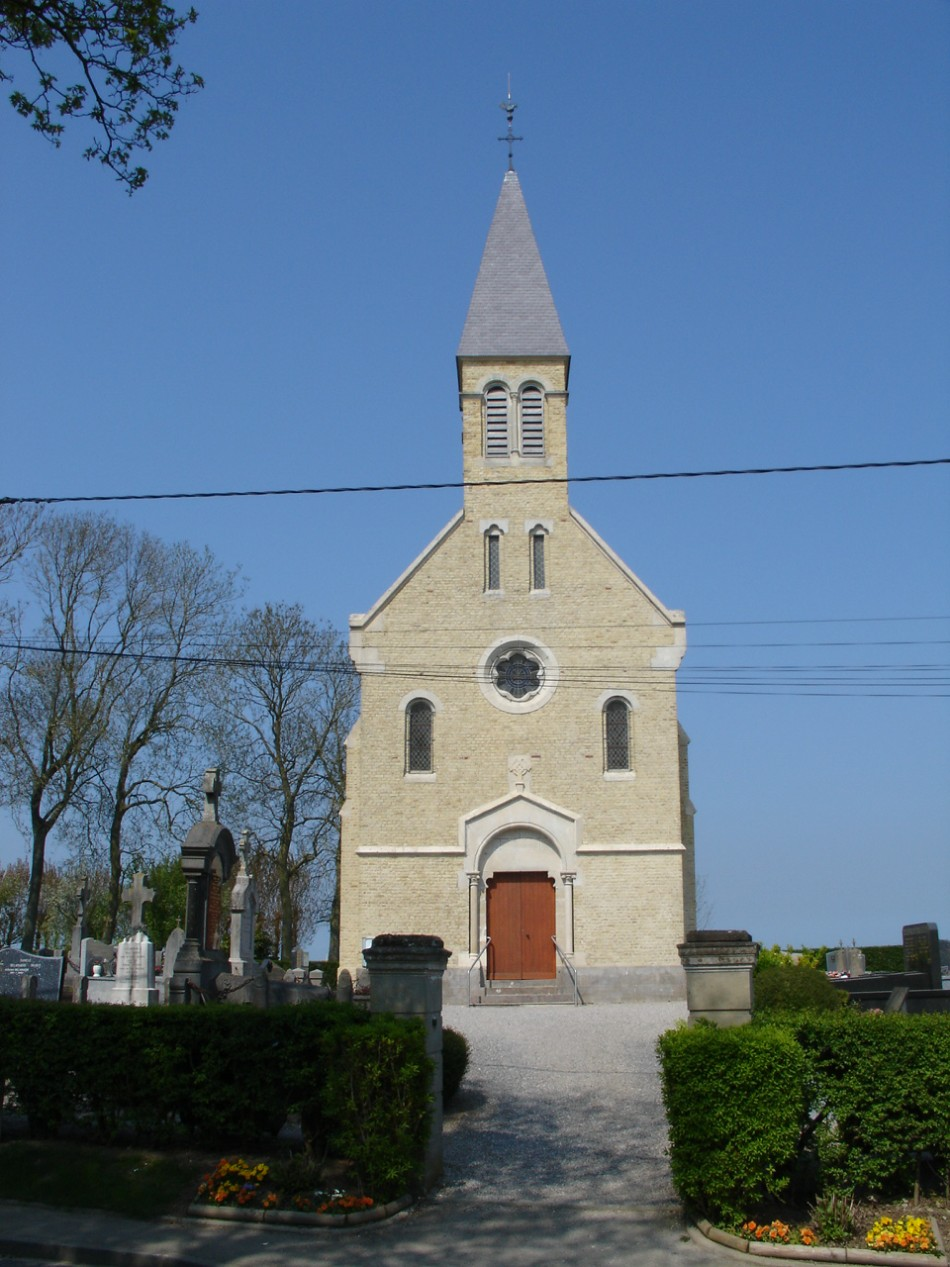
L'église Sainte-Marguerite.

- La plaque commémorative en hommage aux morts de la commune de la Première et de la Seconde Guerre mondiale[39].

### Héraldique
| Blason de Nielles-lès-Calais | Blason  | De sinople à la bande d'argent accompagnée en chef d'une gerbe de blé d'or et en pointe d'un bouquet de trois joncs tigés et feuillés du même. |
| Blason de Nielles-lès-Calais | Détails | Le blé symbolise le travail des champs, et le roseau, le marais. Le vert évoquerait la nature et la bande ferait allusion à la rivière d'Hames-Boucres, qui coupe le territoire communal en deux : marais d'un côté, champs de l'autre. Adopté par la municipalité. |

## Pour approfondir

#### Bases de données, dictionnaires et encyclopédies
- Ressources relatives à la géographie :   - Insee (communes)
  - Ldh/EHESS/Cassini
- Ressource relative à plusieurs domaines :   - Annuaire du service public français